# Lou Scheimer
Louis (Lou) Scheimer (Pittsburgh (Pennsylvania), 19 oktober 1928 – Los Angeles, 17 oktober 2013) was een Amerikaans tekenaar en producent van animatiefilms. Daarnaast diende hij als stemacteur voor veel personages in de tekenfilms die het, mede door hem opgerichte, bedrijf Filmation produceerde.
Scheimer schreef ook mee aan de muzikale intro's van enkele tekenfilmseries, zoals Gilligan's Planet en He-Man and the Masters of the Universe. Als stemacteur verzorgde hij vrijwel alle gesproken intro's van Filmations series. Tekenfilmfiguren die hij van een stem voorzag waren altijd bijpersonages.
Pseudoniemen die Scheimer gebruikte, waren Eric/Erik Gunden en Erika Lane. De laatste was een combinatie van de voornaam van zijn zoon Lane en die van zijn dochter Erika, die ook stemmen insprak voor producties van Filmation, zoals die van She-Ra in de naar dit personage genoemde animatieserie, die Scheimer eveneens geproduceerd heeft.

## Rollen (selectie)
- BraveStarr – Doc Clayton, Hawgtie, Howler, Barker
- Fat Albert and the Cosby Kids – Dumb Donald, Stinger
- Ghostbusters – Tracy, Fuddy, Ansabone, Skelevision, Fib Face, Trance-A-Lot
- He-Man and the Masters of the Universe – Orko, koning Randor, Stratos, Tri-Klops, Trap-Jaw, Kobra Khan, Man-E-Faces, Mekaneck, Zodak, Sy-Klone en anderen
- The New Adventures of Batman – Bat-Mite, Bat-Computer, Clayface
- Tarzan, Lord of the Jungle – N'kima